# Bacilo

Variedade de formas de bactérias

Bacilos  (do latim. bacillum, varinha, bastonete.)  são microrganismos ou bactérias com a forma de bastonete, por exemplo o bacilo de Koch ou bacilo da tuberculose, bacilo de Hansen etc.
Quando a palavra é formatada com letras minúsculas e não em itálico, bacillus, provavelmente se refere à forma e não ao gênero. Quando o contexto bacteriológico é claro, às bactérias baciliformes chama-se também simplesmente bastonetes.
Os bacilos marinhos geralmente se dividem no mesmo plano e são solitários, mas podem  combinar-se para formar diplobacilos, estreptobacilos e paliçadas.
- Diplobacilo: agrupado em pares
- Estreptobacilo: agrupados em linhas
- Cocobacilo:Oval e semelhante ao coccus (bactéria de forma circular).

## Exemplos de bacilosGram-positivo
- Actinomyces
- Bacillus
- Clostridium
- Corynebacterium
- Listeria
- Propionibacterium